# Alan Bannister (Radsportler)
Alan Bannister (* 3. November 1922 in Manchester; † 18. Mai 2007 ebenda) war ein britischer Radrennfahrer und nationaler Meister im Radsport.

## Sportliche Laufbahn
Er war Teilnehmer der Olympischen Sommerspiele 1948 in London. Im Tandemrennen gewann er mit seinem Partner Reg Harris die Silbermedaille hinter Ferdinando Terruzzi und Renato Perona aus Italien. 1952 startete er erneut bei den Olympischen Sommerspielen in Helsinki. Dort wurde er mit Les Wilson im Tandemrennen auf dem 5. Rang klassiert.
1947 und 1948 siegte er mit Reg Harris bei den nationalen Meisterschaften im Tandemrennen. Zwei Wochen nach Olympia unterlag Bannister seinem Tandempartner Harris bei den UCI-Bahn-Weltmeisterschaften im Sprint im Kampf um die Bronzemedaille. Bannister gewann 1949 bis 1951 mit Len Jackson drei weitere nationale Titel auf dem Tandem und fügte 1952 mit Les Wilson einen sechsten Titel hinzu. 1948 und 1950 gewann er den traditionsreichen Muratti Gold Cup auf der Radrennbahn von Manchester. 1951 konnte er sich beim Grand Prix de Paris hinter dem Sieger Enzo Sacchi als Dritter im Rennen der Amateure auf dem Podium platzieren.